# 吊り橋理論

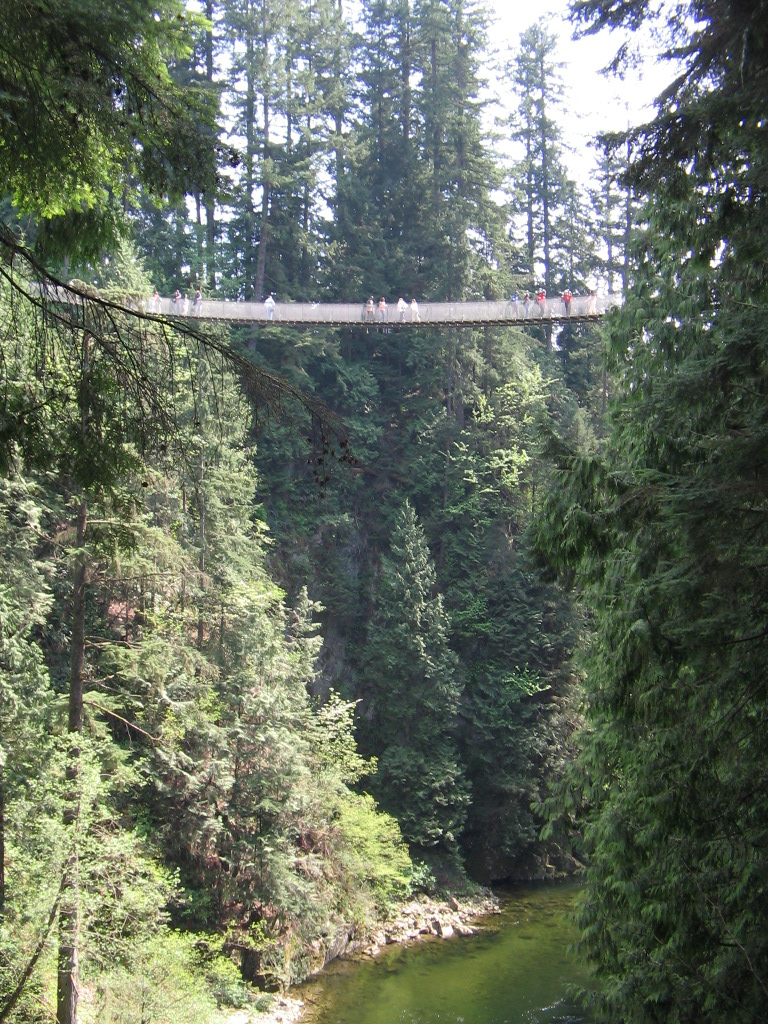
実験が行われたキャピラノ吊り橋

吊り橋理論（つりばしりろん）とは、カナダの心理学者であるダットンとアロンによって1974年に発表された「生理・認知説の吊り橋実験」によって実証された感情の生起に関する学説。吊り橋効果、恋の吊り橋理論とも呼ばれる。
一般に感情は「出来事→その出来事への解釈→感情」という経路で発生すると考えられている。恋愛で言えば「魅力的な人物に出会う→魅了される→ドキドキする」という経路である。心理学者のスタンレー・シャクターは、実際には「出来事→感情→その感情への解釈」という、感情が認知に先立つ経路もあると考え、情動二要因論という情動の認知説を唱えた。情動二要因論を恋愛で言えば「魅力的な人物に出会う→ドキドキする→これは恋？」という流れとなる。
社会心理学者のドナルド・ダットンとアーサー・アロンは、感情が認知より先に生じるのなら、間違った認知に誘導できる可能性があると考えて「恋の吊り橋実験」を行った。
実験は、18歳から35歳までの独身男性を集め、バンクーバーにある高さ70メートルの吊り橋と、揺れない橋の2か所で行われた。男性にはそれぞれ橋を渡ってもらい、橋の中央で同じ若い女性が突然アンケートを求め話しかけた。その際「結果などに関心があるなら後日電話を下さい」と電話番号を教えるという事を行った。結果、吊り橋の方の男性18人中9人が電話をかけてきたのに対し、揺れない橋の実験では16人中2人しか電話をかけてこなかった。実験により、揺れる橋を渡ることで生じた緊張感がその女性への恋愛感情と誤認され、結果として電話がかかってきやすくなったと推論された。
メリーランド大学のグレゴリー・ホワイトは、吊り橋の緊張感を恋愛感情と誤認するには、実験で声をかける女性が美人かどうかで結果が左右されるのではと考えた。実際にメイクで魅力を低下させた女性で同様の実験を行ったところ、美人ではない場合には吊り橋効果は逆効果であることがわかった。